# Rudi, a róka
A Rudi, a róka (eredeti cím: Reineke Fuchs) 1989-ben bemutatott német rajzfilm, amely Johann Wolfgang von Goethe regénye alapján készült. Az animációs játékfilm rendezője rendezői Manfred Durniok, Zhuang Minjin és He Yumen, producerei Manfred Durniok és Markus Schächter. A forgatókönyvet Michael Kerwer írta, Zhongli Yao és Fu Bing, a zenéjét Fang Zheng szerezte. A tévéfilm a Manfred Durniok Filmproduktion és a Zweites Deutsches Fernsehen gyártásában készült.
Németországban 1989-ben mutatták be a televízióban, Magyarországon 1994 májusában adták ki VHS-en.

## Cselekmény
Rudira, a rókára mind a környékbeli emberek, mind az erdő állatai haragszanak. Ugyanis csalafinta eszével mindig túljár az eszükön. Csellel megszerzi a halászok bőséges zsákmányát, becsapja a zsarnok farkast. A vadászok elhatározzák, hogy nem tűrik tovább Rudi ügyködését és segítségül hívják a szomszéd falu vadászait. Csapdát állítanak neki. De ez még mind semmi: az állatok is összefognak és panaszt tesznek Rudi ellen az állatok királyánnál. A rókának menekülnie kell...

## Szereplők
| Szereplő          | Eredeti hang            | Magyar hang                     |
| ----------------- | ----------------------- | ------------------------------- |
| Róka Rudi         | Tobias Meister          | Kassai Károly                   |
| Róka Hermelin     | Julia Biedermann        | Csere Ágnes                     |
| Oroszlánkirály    | Heinz Theo Branding     | Hankó Attila                    |
| Ordas generális   | Andreas Mannkopff       | Kocsis György                   |
| Rozsdás generális | Helmut Krauss           | Gesztesi Károly                 |
| Borz koma         | Santiago Ziesmer        | Görög László                    |
| Vezér Ürü         | Friedrich W. Bauschulte | Rosta Sándor                    |
| Tapsifüles        | Andreas Fröhlich        | Csuja Imre                      |
| Bajusz            | Wilfried Herbst         | Stohl András                    |
| Kutya             | Uwe Paulsen             | Bolba Tamás                     |
| Mesélő            | Susanna Bonasewicz      | Menszátor Magdolna              |
| Rókakölykök       | N/A                     | Bartucz Attila Szokol Péter     |
| Halászok          | N/A                     | Várkonyi András Wohlmuth István |
| Vadász            | N/A                     | Kárpáti Tibor                   |
| Vadász kollégája  | N/A                     | Juhász György                   |
| Vadász felesége   | N/A                     | Illyés Mari                     |
| Vadász társai     | N/A                     | Kardos Gábor Varga Tamás        |
| Kutya gazdája     | N/A                     | Papp Ágnes                      |
| Kenguru mama      | N/A                     | Hirling Judit                   |
| Kis kenguru       | N/A                     | Minárovits Péter                |
| Kakas papa        | N/A                     | Uri István                      |
| Kotlós mama       | N/A                     | Némedi Mari                     |
| Fiatal kakas      | N/A                     | Fekete Zoltán                   |